# Стем (Северна Каролина)
Стем (енгл. Stem) град је у америчкој савезној држави Северна Каролина.

## Демографија
По попису из 2010. године број становника је 463, што је 234 (102,2%) становника више него 2000. године.
| Група             | 2000.       | 2010.       |
| Белци             | 203 (88,6%) | 373 (80,6%) |
| Афроамериканци    | 5 (2,2%)    | 38 (8,2%)   |
| Азијати           | 5 (2,2%)    | 2 (0,4%)    |
| Хиспаноамериканци | 13 (5,7%)   | 31 (6,7%)   |
| Укупно            | 229         | 463         |